# Stig Lundström (fotbollsspelare)
Stig Åke Lennart "Litzen" Lundström, född 21 juni 1924, död 19 februari 1999 i Kalmar, var en svensk fotbollsspelare (vänsterback).
Lundström representerade Kalmar FF i Allsvenskan 1949/1950, där han gjorde 17 matcher (inga mål). Han beskrevs som en "blond kämpe som slår till direkt med väldig force" och som en hård tacklare och farlig frisparksskytt.